# Gran Premio Palio del Recioto
Le Gran Premio Palio del Recioto est une course cycliste italienne disputée à Negrar, dans la province de Vérone. Elle fait partie de l'UCI Europe Tour depuis 2005, en catégorie 1.2U.
Les éditions 2020 et 2021 sont annulées en raison de la pandémie de maladie à coronavirus,.

## Palmarès
| Année     | Vainqueur                  | Deuxième             | Troisième                |
| --------- | -------------------------- | -------------------- | ------------------------ |
| 1980      | Enzo Serpelloni            | Morten Sæther        | Vinicio Coppi            |
| 1981      | Morten Sæther              | Ennio Salvador       | Roberto Bedin            |
| 1982      | Mario Condolo              | Ole Silaeth          | Morten Sæther            |
| 1983      | Ezio Moroni                | Jørgen Vagn Pedersen | Claudio Bestetti         |
| 1984      | Fabrizio Vitali            | Marco Tabai          | David Maddalena          |
| 1985      | Stefan Brykt               | Giuliano dal Zovo    | Remo Cugole              |
| 1986      | Moravio Pianegonda         | Lars Wahlqvist       | Allen Andersson          |
| 1987      | Dimitri Konyshev           | Vasyl Zhdanov        | Djamolidine Abdoujaparov |
| 1988      | Jure Pavlič                | Adriano Amici        | Dario Bottaro            |
| 1989      | Lars Wahlqvist             | Daniele Ciarini      | Massimo Ghirardi         |
| 1990      | Dario Nicoletti            | Ilario Scremin       | Massimo Iannicello       |
| 1991      | Mariano Piccoli            | Davide Rebellin      | Gilberto Simoni          |
| 1992      | Alessandro Bertolini       | Davide Rebellin      | Diego Pellegrini         |
| 1993      | Alessandro Bertolini       | Cristiano Andreani   | Mauro Bettin             |
| 1994      | Gianluca Pianegonda        | Oscar Camenzind      | Paolo Savoldelli         |
| 1995      | Mirko Celestino            | Luigi Della Bianca   | Sergio Previtali         |
| 1996      | Stefano Faustini           | Enrico Brunetti      | Cristian Gasperoni       |
| 1997      | Oscar Mason                | Gianmario Ortenzi    | Alberto Ongarato         |
| 1998      | Paolo Bossoni              | Denis Lunghi         | Ruggero Marzoli          |
| 1999      | Manuel Bortolotto          | Pavel Zerzan         | Ivan Basso               |
| 2000      | Fabian Cancellara          | Franco Pellizotti    | Pavel Zerzan             |
| 2001      | Yaroslav Popovych          | Damiano Cunego       | Ivan Fanfoni             |
| 2002      | Cristian Tosoni            | Daniele Pietropolli  | Mario Serpellini         |
| 2003      | Denys Kostyuk              | Aleksandr Bajenov    | Emanuele Sella           |
| 2004      | Tomaž Nose                 | Janez Brajkovič      | Domenico Pozzovivo       |
| 2005      | Andrei Kunitski            | Miculà Dematteis     | Riccardo Riccò           |
| 2006      | Ermanno Capelli            | Jonas Aaen           | Marco Corti              |
| 2007      | Robert Kišerlovski         | Simon Clarke         | Ermanno Capelli          |
| 2008      | Gianluca Brambilla         | Emanuele Moschen     | Manuele Caddeo           |
| 2009      | Stefano Locatelli          | Egor Silin           | Daniele Ratto            |
| 2010      | Blaž Furdi                 | Enrico Battaglin     | Tomas Alberio            |
| 2011      | Georg Preidler             | Salvatore Puccio     | Stefano Locatelli        |
| 2012      | Francesco Manuel Bongiorno | Davide Formolo       | Daniele Dall'Oste        |
| 2013      | Caleb Ewan                 | Silvio Herklotz      | Luka Pibernik            |
| 2014      | Silvio Herklotz            | Robert Power         | Stefano Nardelli         |
| 2015      | Gianni Moscon              | Jack Haig            | Davide Gabburo           |
| 2016      | Ruben Guerreiro            | Michal Schlegel      | Amanuel Gebrezgabihier   |
| 2017      | Neilson Powless            | Lucas Hamilton       | Massimo Rosa             |
| 2018      | Stefan de Bod              | Tadej Pogačar        | Andrea Bagioli           |
| 2019      | Matteo Sobrero             | Samuele Battistella  | Giovanni Aleotti         |
| 2020-2021 | annulé                     | annulé               | annulé                   |
| 2022      | Romain Grégoire            | Edgar Pinzón         | Johannes Staune-Mittet   |
| 2023      | Tijmen Graat               | Giulio Pellizzari    | Alessandro Pinarello     |
| 2024      | Alessandro Pinarello       | Diego Pescador       | Sebastian Putz           |
| 2025      | Lorenzo Nespoli            | Lorenzo Finn         | Marco Schrettl           |